# Parafia Nawrócenia św. Pawła w Poznaniu
Parafia Nawrócenia św. Pawła Apostoła – parafia powstała na terenie najstarszej części Rataj i obejmuje swym zasięgiem osiedle Piastowskie.

## Historia parafii
15 czerwca 1983 roku dekretem ks. abp. Jerzego Stroby ks. Tadeusz Magas podjął organizację duszpasterstwa i budowę kościoła. 1 lipca 1987 ustanowiony został Ośrodek Duszpasterski pw. Nawrócenia Świętego Pawła, którego rektorem mianowany został ks. Tadeusz Magas, a 29 listopada poświęcono podarowany przez parafię św. Rocha dzwon. W maju roku następnego rozpoczęła się budowa kościoła, który erygował ks. abp. Jerzy Stroba w dekrecie wydanym 1 września 1989 roku. Pierwsza msza święta w nowej świątyni, połączona z uroczystością udzielenia sakramentu bierzmowania przez ks. abp. J. Strobę odprawiona została 19 października 1994 roku. W 1996 roku zainaugurowano kult Miłosierdzia Bożego. Konsekracji kościoła, która odbyła się 28 września dokonał ks. abp Juliusz Paetz. Od 19 marca 1998 roku rozpoczął działalność Parafialny Ośrodek Akcji Katolickiej. W czerwcu 2002 roku parafianie wzięli udział we mszy świętej na Błoniach krakowskich celebrowanej przez papieża Jana Pawła II. W 2003 roku w nocy z 17 na 18 maja odbyło się czuwanie przy relikwiach św. Urszuli Ledóchowskiej. 19 października 2004 roku w kaplicy Miłosierdzia Bożego umieszczono krzyż zagrabionych „Solidarności” w stanie wojennym oraz urnę z ziemią z grobu ks. Jerzego Popiełuszki. W Roku Świętego Pawła kościół ustanowiono Kościołem Jubileuszowym (28 czerwca 2008), co upamiętnia tablica poświęcona przez ks. abp. Stanisława Gądeckiego w czasie uroczystej mszy świętej, która odbyła się 23 czerwca 2009. 30 czerwca 2019 roku, po 36 latach posługi, odszedł z parafii ksiądz proboszcz Tadeusz Magas. Z dniem 1 lipca 2019 roku nowym proboszczem został mianowany ks. dr Jacek Stępczak. W wyniku kolejnych zmian personalnych w archidiecezji następcą ks. dr. Jacka Stępczaka od 1 sierpnia 2021 został ks. Krzysztof Sobkowiak.

## Proboszczowie
Proboszczowie:
- ks. Tadeusz Magas (1990–2019)
- ks. dr Jacek Stępczak (2019–2021)
- ks. Krzysztof Sobkowiak – od 2021

## Działalność gospodarcza
Przy kościele działa firma „Alba Plus” zajmująca się wykonywaniem szat liturgicznych, ornatów, kap, stuł, sutann, komży, alb, stroi dla ministrantów i pierwszokomunijnych, bielizny liturgicznej, sztandarów, chorągwi, a także świadcząca usługi polegające na oświetlaniu wnętrz kościołów, wykonywaniu systemów monitoringu, instalacji alarmowych oraz pomiarów elektrycznych i odgromowych.

## Grupy parafialne
- Żywy Różaniec